# Quercus ciliaris
Quercus ciliaris är en bokväxtart som beskrevs av Cheng Chiu Huang och Yong Tian Chang. Quercus ciliaris ingår i släktet ekar, och familjen bokväxter. Inga underarter finns listade.